# Kelsey Cook
Kelsey Marie Cook z domu Robinson (ur. 25 czerwca 1992 w Elmhurst) – amerykańska siatkarka, reprezentantka kraju, grająca na pozycji przyjmującej. W kadrze narodowej zadebiutowała w 2013 roku.
Jej mężem jest amerykański siatkarz Brian Cook.

## Sukcesy klubowe
Mistrzostwo Włoch:
- 2016[16], 2023[17], 2024[18]

Puchar Włoch:
- 2017[19], 2023[20], 2024[21]

Liga Mistrzyń:
- 2018[22], 2024[23]
- 2017[24]

Superpuchar Turcji:
- 2017[25]

Puchar Turcji:
- 2018[26]

Mistrzostwo Turcji:
- 2018[27], 2019[28]
- 2021

Klubowe Mistrzostwa Świata:
- 2018[29], 2022[30]

Superpuchar Włoch:
- 2022[31], 2023[32]

## Sukcesy reprezentacyjne
Grand Prix:
- 2015[33]
- 2016[34]

Puchar Świata:
- 2019[35]
- 2015[36]

Mistrzostwa Ameryki Północnej, Środkowej i Karaibów:
- 2015[37]
- 2019[38], 2023[39]

Igrzyska Olimpijskie:
- 2020
- 2024[40]
- 2016[41]

Liga Narodów:
- 2018[42], 2019[43], 2021

## Nagrody indywidualne
- 2015: Najlepsza przyjmująca Grand Prix[44]
- 2016: MVP w finale włoskiej Serie A w sezonie 2015/2016[16]
- 2017: Najlepsza przyjmująca Final Four Ligi Mistrzyń[45]
- 2019: Najlepsza przyjmująca Pucharu Świata[46]
- 2022: Najlepsza przyjmująca Klubowych Mistrzostw Świata